# Étoile de Bessèges-Tour du Gard 2025
L'Étoile de Bessèges-Tour du Gard 2025 est la 55e édition de cette course cycliste masculine. Elle se déroule dans le Gard du 5 au 9 février 2025, entre Bellegarde et Alès, sur un parcours initial de 655,33 km. Elle fait partie du calendrier UCI Europe Tour 2025 en catégorie 2.1.

## Présentation

### Parcours

#### Étape 1 |Bellegarde- Bellegarde (159.07 km)
Très plate (521m mètres de dénivelé positif) hormis la côte de la Tour de catégorie 3, l'arrivée sera pour sprinteur/puncheur avec 9% sur les 600 derniers mètres.

#### Étape 2 |Domessargues-Marguerittes(165.83 km)
Plus vallonnée (1421 mètres de dénivelé positif), on retrouve deux fois les côtes de Montagnac (2km à 4,1%) et Cabrières (4,7km à 3,2%) de catégorie 2.

#### Étape 3 |Bessèges- Bessèges (164.05 km)
Le dénivelé est de 2074 mètres pour cette 3e étape. Le col des brousses de catégorie 2 (2,4km à 5%) est traversé 3 fois, celui de Trélis (3,9km à 5,6%) de catégorie 1 est parcouru 2 fois et le dernier col catégorisé est celui de Méjannes Le Clap (7,4km à 2,9%) en catégorie 2. En terme de dénivelé , c'est l'étape la plus dure de cette édition.

#### Étape 4 | Vauvert - Le Mont Bouquet (155.73 km)
D'un dénivelé de 1867 mètres, on retrouve dans l'ordre 3 cotes catégorisés sur cette étape : Clarensac de catégorie 2 (2,4km à 4,3%), Route Saint Maximin de catégorie 3 (1,1km à 6,2 %) et  les Concluses de catégorie 2 (6,6km à 2,7%). Quatrième dans l'histoire de l'épreuve, l'arrivée au Mont Bouquet est difficile (catégorie 1, 2,7km à 10,2%) et sera favorable aux grimpeurs.

#### Étape 5 (Contre-la-Montre) |Alès- L'Hermitage (10.645 km)
Ce contre-la-montre se termine par une côte de 1,8km à 7,3% de catégorie 1.

### Équipes
| WorldTeams (10)- Lidl-Trek - Arkéa-B&B Hotels - EF Education-EasyPost - Cofidis - Alpecin-Deceuninck - Soudal Quick-Step - Groupama-FDJ - Ineos Grenadiers - Decathlon AG2R La Mondiale Team - Red Bull-Bora-Hansgrohe ProTeams (7)- Lotto - Uno-X Mobility - Team TotalEnergies - Team Flanders-Baloise - Unibet Tietema Rockets - Equipo Kern Pharma - Wagner Bazin WB Équipes continentales (4)- Van Rysel-Roubaix - St. Michel-Preference Home-Auber 93 - CIC U Nantes - Nice Métropole Côte d'Azur |
| |

### Diffusion
La chaîne L'Équipe diffuse une grande partie de l'épreuve, en direct, avec les commentaires de Patrick Chassé, Claire Bricogne et Pierre Rolland.

## Étapes
| Étape     | Date   | Villes étapes               | type                        | Distance (km) | Vainqueur d'étape | Leader du classement général |
| --------- | ------ | --------------------------- | --------------------------- | ------------- | ----------------- | ---------------------------- |
| 1re étape | 5 fév. | Bellegarde – Bellegarde     | étape de plaine             | 159,07        | Paul Magnier      | Paul Magnier                 |
| 2e étape  | 6 fév. | Domessargues – Marguerittes | étape de plaine             | 165,83        | Søren Wærenskjold | Paul Magnier                 |
| 3e étape  | 7 fév. | Bessèges – Bessèges         | étape de plaine             | 164,05        | Arnaud De Lie     | Arnaud De Lie                |
| 4e étape  | 8 fév. | Vauvert – Uzès              | étape de montagne           | 155,73        | Kévin Vauquelin   | Kévin Vauquelin              |
| 5e étape  | 9 fév. | Alès – Alès                 | contre-la-montre individuel | 10,645        | Kévin Vauquelin   | Kévin Vauquelin              |

## Déroulement de la course

### 1reétape
Le Français Paul Magnier gagne la première étape au sprint,.
| \| Classement de l'étape \| Classement de l'étape \| Classement de l'étape \| Classement de l'étape \| Classement de l'étape \| \| Coureur \| Coureur \| Pays \| Équipe \| Temps \| \| --------------------- \| --------------------- \| --------------------- \| ----------------------- \| --------------------- \| \| 1er \| Paul Magnier \| France \| Soudal Quick-Step \| 3 h 33 min 30 s \| \| 2e \| Jordi Meeus \| Belgique \| Red Bull-Bora-Hansgrohe \| + 0 s \| \| 3e \| Marijn van den Berg \| Pays-Bas \| EF Education-EasyPost \| + 0 s \| \| 4e \| Maxim Van Gils \| Belgique \| Red Bull-Bora-Hansgrohe \| + 0 s \| \| 5e \| Timo Kielich \| Belgique \| Alpecin-Deceuninck \| + 0 s \| \| 6e \| Sandy Dujardin \| France \| Team TotalEnergies \| + 0 s \| \| 7e \| Arnaud De Lie \| Belgique \| Lotto \| + 2 s \| \| 8e \| Jan Tratnik \| Slovénie \| Red Bull-Bora-Hansgrohe \| + 2 s \| \| 9e \| Axel Laurance \| France \| Ineos Grenadiers \| + 2 s \| \| 10e \| Lukáš Kubiš \| Slovaquie \| Unibet Tietema Rockets \| + 2 s \| |                     |           |                         |                 |
| |                     |           |                         |                 |
| |                     |           |                         |                 |
| Classement de l'étape |                     |           |                         |                 |
| Coureur | Coureur             | Pays      | Équipe                  | Temps           |
| 1er | Paul Magnier        | France    | Soudal Quick-Step       | 3 h 33 min 30 s |
| 2e | Jordi Meeus         | Belgique  | Red Bull-Bora-Hansgrohe | + 0 s           |
| 3e | Marijn van den Berg | Pays-Bas  | EF Education-EasyPost   | + 0 s           |
| 4e | Maxim Van Gils      | Belgique  | Red Bull-Bora-Hansgrohe | + 0 s           |
| 5e | Timo Kielich        | Belgique  | Alpecin-Deceuninck      | + 0 s           |
| 6e | Sandy Dujardin      | France    | Team TotalEnergies      | + 0 s           |
| 7e | Arnaud De Lie       | Belgique  | Lotto                   | + 2 s           |
| 8e | Jan Tratnik         | Slovénie  | Red Bull-Bora-Hansgrohe | + 2 s           |
| 9e | Axel Laurance       | France    | Ineos Grenadiers        | + 2 s           |
| 10e | Lukáš Kubiš         | Slovaquie | Unibet Tietema Rockets  | + 2 s           |

| \| Classement général \| Classement général \| Classement général \| Classement général \| Classement général \| \| Coureur \| Coureur \| Pays \| Équipe \| Temps \| \| ------------------ \| ------------------- \| ------------------ \| ----------------------- \| ------------------ \| \| 1er \| Paul Magnier \| France \| Soudal Quick-Step \| 3 h 33 min 19 s \| \| 2e \| Jordi Meeus \| Belgique \| Red Bull-Bora-Hansgrohe \| + 4 s \| \| 3e \| Marijn van den Berg \| Pays-Bas \| EF Education-EasyPost \| + 6 s \| \| 4e \| Maxim Van Gils \| Belgique \| Red Bull-Bora-Hansgrohe \| + 10 s \| \| 5e \| Timo Kielich \| Belgique \| Alpecin-Deceuninck \| + 10 s \| \| 6e \| Sandy Dujardin \| France \| Team TotalEnergies \| + 12 s \| \| 7e \| Arnaud De Lie \| Belgique \| Lotto \| + 12 s \| \| 8e \| Jan Tratnik \| Slovénie \| Red Bull-Bora-Hansgrohe \| + 12 s \| \| 9e \| Axel Laurance \| France \| Ineos Grenadiers \| + 12 s \| \| 10e \| Lukáš Kubiš \| Slovaquie \| Unibet Tietema Rockets \| + 12 s \| |                     |           |                         |                 |
| |                     |           |                         |                 |
| |                     |           |                         |                 |
| Classement général |                     |           |                         |                 |
| Coureur | Coureur             | Pays      | Équipe                  | Temps           |
| 1er | Paul Magnier        | France    | Soudal Quick-Step       | 3 h 33 min 19 s |
| 2e | Jordi Meeus         | Belgique  | Red Bull-Bora-Hansgrohe | + 4 s           |
| 3e | Marijn van den Berg | Pays-Bas  | EF Education-EasyPost   | + 6 s           |
| 4e | Maxim Van Gils      | Belgique  | Red Bull-Bora-Hansgrohe | + 10 s          |
| 5e | Timo Kielich        | Belgique  | Alpecin-Deceuninck      | + 10 s          |
| 6e | Sandy Dujardin      | France    | Team TotalEnergies      | + 12 s          |
| 7e | Arnaud De Lie       | Belgique  | Lotto                   | + 12 s          |
| 8e | Jan Tratnik         | Slovénie  | Red Bull-Bora-Hansgrohe | + 12 s          |
| 9e | Axel Laurance       | France    | Ineos Grenadiers        | + 12 s          |
| 10e | Lukáš Kubiš         | Slovaquie | Unibet Tietema Rockets  | + 12 s          |

### 2eétape
L'étape est remportée au sprint par Søren Wærenskjold, devant Arnaud Démare et Paul Magnier qui consolide sa première place au général.
| \| Classement de l'étape \| Classement de l'étape \| Classement de l'étape \| Classement de l'étape \| Classement de l'étape \| \| Coureur \| Coureur \| Pays \| Équipe \| Temps \| \| --------------------- \| --------------------- \| --------------------- \| -------------------------- \| --------------------- \| \| 1er \| Søren Wærenskjold \| Norvège \| Uno-X Mobility \| 3 h 58 min 14 s \| \| 2e \| Arnaud Démare \| France \| Arkéa-B&B Hotels \| + 0 s \| \| 3e \| Paul Magnier \| France \| Soudal Quick-Step \| + 0 s \| \| 4e \| Jordi Meeus \| Belgique \| Red Bull-Bora-Hansgrohe \| + 1 s \| \| 5e \| Axel Laurance \| France \| Ineos Grenadiers \| + 0 s \| \| 6e \| Paul Penhoët \| France \| Groupama-FDJ \| + 0 s \| \| 7e \| Madis Mihkels \| Estonie \| EF Education-EasyPost \| + 0 s \| \| 8e \| Sandy Dujardin \| France \| Team TotalEnergies \| + 0 s \| \| 9e \| Sam Bennett \| Irlande \| Decathlon-AG2R La Mondiale \| + 0 s \| \| 10e \| Axel Huens \| France \| Unibet Tietema Rockets \| + 0 s \| |                   |          |                            |                 |
| |                   |          |                            |                 |
| |                   |          |                            |                 |
| Classement de l'étape |                   |          |                            |                 |
| Coureur | Coureur           | Pays     | Équipe                     | Temps           |
| 1er | Søren Wærenskjold | Norvège  | Uno-X Mobility             | 3 h 58 min 14 s |
| 2e | Arnaud Démare     | France   | Arkéa-B&B Hotels           | + 0 s           |
| 3e | Paul Magnier      | France   | Soudal Quick-Step          | + 0 s           |
| 4e | Jordi Meeus       | Belgique | Red Bull-Bora-Hansgrohe    | + 1 s           |
| 5e | Axel Laurance     | France   | Ineos Grenadiers           | + 0 s           |
| 6e | Paul Penhoët      | France   | Groupama-FDJ               | + 0 s           |
| 7e | Madis Mihkels     | Estonie  | EF Education-EasyPost      | + 0 s           |
| 8e | Sandy Dujardin    | France   | Team TotalEnergies         | + 0 s           |
| 9e | Sam Bennett       | Irlande  | Decathlon-AG2R La Mondiale | + 0 s           |
| 10e | Axel Huens        | France   | Unibet Tietema Rockets     | + 0 s           |

| \| Classement général \| Classement général \| Classement général \| Classement général \| Classement général \| \| Coureur \| Coureur \| Pays \| Équipe \| Temps \| \| ------------------ \| ------------------- \| ------------------ \| ----------------------- \| ------------------ \| \| 1er \| Paul Magnier \| France \| Soudal Quick-Step \| 7 h 11 min 09 s \| \| 2e \| Jordi Meeus \| Belgique \| Red Bull-Bora-Hansgrohe \| + 8 s \| \| 3e \| Marijn van den Berg \| Pays-Bas \| EF Education-EasyPost \| + 10 s \| \| 4e \| Sandy Dujardin \| France \| Team TotalEnergies \| + 14 s \| \| 5e \| Timo Kielich \| Belgique \| Alpecin-Deceuninck \| + 14 s \| \| 6e \| Axel Laurance \| France \| Ineos Grenadiers \| + 16 s \| \| 7e \| Paul Penhoët \| France \| Groupama-FDJ \| + 16 s \| \| 8e \| Valentin Tabellion \| France \| Van Rysel-Roubaix \| + 16 s \| \| 9e \| Lukáš Kubiš \| Slovaquie \| Unibet Tietema Rockets \| + 16 s \| \| 10e \| Kévin Vauquelin \| France \| Arkéa-B&B Hotels \| + 16 s \| |                     |           |                         |                 |
| |                     |           |                         |                 |
| |                     |           |                         |                 |
| Classement général |                     |           |                         |                 |
| Coureur | Coureur             | Pays      | Équipe                  | Temps           |
| 1er | Paul Magnier        | France    | Soudal Quick-Step       | 7 h 11 min 09 s |
| 2e | Jordi Meeus         | Belgique  | Red Bull-Bora-Hansgrohe | + 8 s           |
| 3e | Marijn van den Berg | Pays-Bas  | EF Education-EasyPost   | + 10 s          |
| 4e | Sandy Dujardin      | France    | Team TotalEnergies      | + 14 s          |
| 5e | Timo Kielich        | Belgique  | Alpecin-Deceuninck      | + 14 s          |
| 6e | Axel Laurance       | France    | Ineos Grenadiers        | + 16 s          |
| 7e | Paul Penhoët        | France    | Groupama-FDJ            | + 16 s          |
| 8e | Valentin Tabellion  | France    | Van Rysel-Roubaix       | + 16 s          |
| 9e | Lukáš Kubiš         | Slovaquie | Unibet Tietema Rockets  | + 16 s          |
| 10e | Kévin Vauquelin     | France    | Arkéa-B&B Hotels        | + 16 s          |

### 3eétape

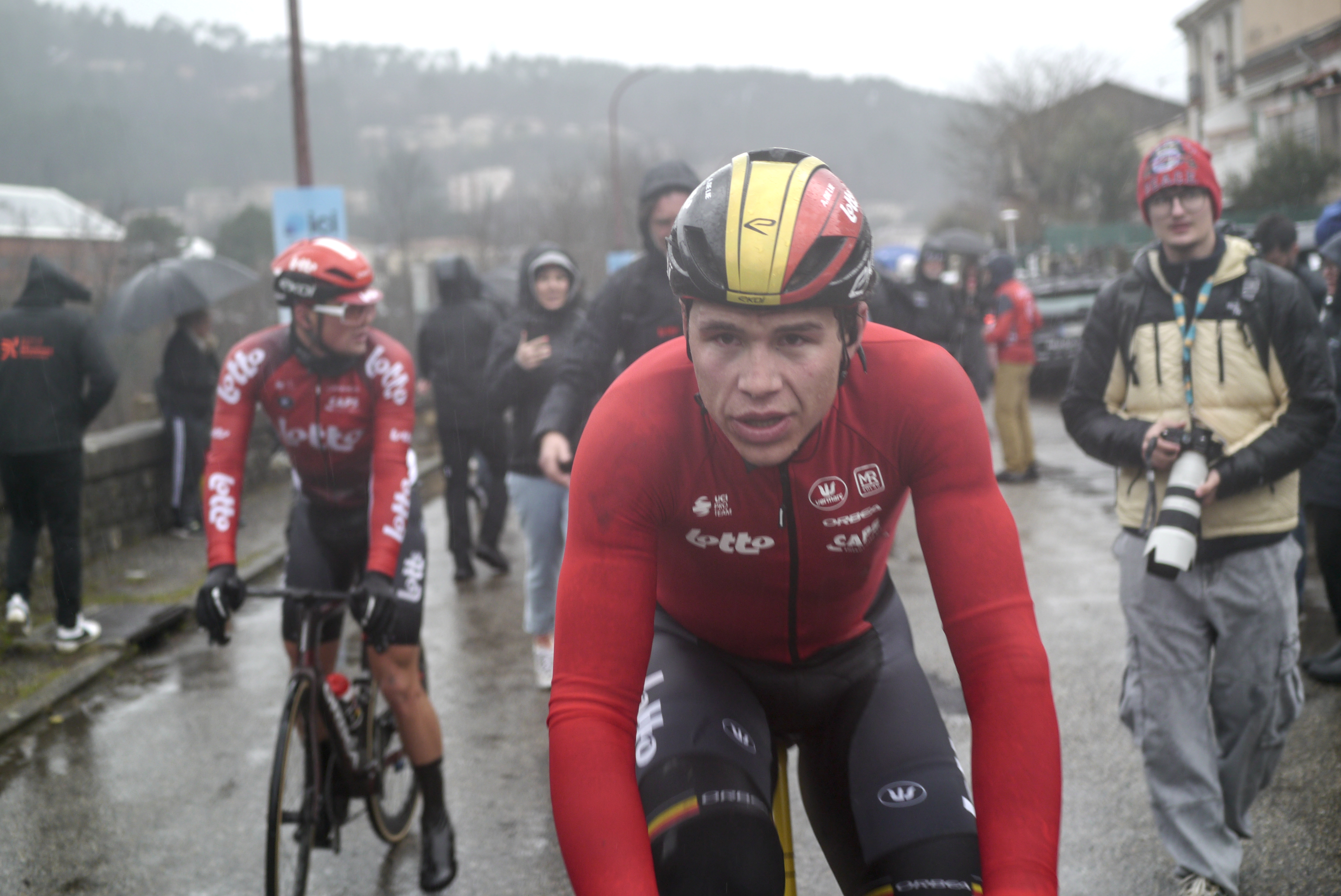
Arnaud de Lie sous la pluie après son arrivée victorieuse lors de la 3e étape de l'Étoile de Bessèges-Tour du Gard 2025.

À la suite des incidents la veille et en début d'étape, impliquant des voitures qui se trouvent sur le parcours, huit équipes se retirent de la course. En outre, l'étape est réduite, avec notamment la suppression du Col des Brousses. Elle est remportée par Arnaud De Lie, devant Arnaud Démare.
Influent dans le monde du cyclisme, Stéphane Javalet est intervenu pour encourager les coureurs à repartir, afin de sauver l'Étoile de Bessèges, avec l'appui de Benjamin Thomas.
Le classement général est bouleversé, les trois premiers coureurs s'étant retirés de la course.
| \| Classement de l'étape \| Classement de l'étape \| Classement de l'étape \| Classement de l'étape \| Classement de l'étape \| \| Coureur \| Coureur \| Pays \| Équipe \| Temps \| \| --------------------- \| --------------------- \| --------------------- \| ----------------------------------- \| --------------------- \| \| 1er \| Arnaud De Lie \| Belgique \| Lotto \| 2 h 27 min 45 s \| \| 2e \| Arnaud Démare \| France \| Arkéa-B&B Hotels \| + 0 s \| \| 3e \| Paul Penhoët \| France \| Groupama-FDJ \| + 0 s \| \| 4e \| Ronan Augé \| France \| CIC U Nantes \| + 0 s \| \| 5e \| Alan Riou \| France \| St. Michel-Preference Home-Auber 93 \| + 0 s \| \| 6e \| Théo Delacroix \| France \| St. Michel-Preference Home-Auber 93 \| + 0 s \| \| 7e \| Giacomo Villa \| Italie \| Wagner Bazin WB \| + 0 s \| \| 8e \| Damien Touzé \| France \| Cofidis \| + 0 s \| \| 9e \| Elias Maris \| Belgique \| Team Flanders-Baloise \| + 0 s \| \| 10e \| Valentin Tabellion \| France \| Van Rysel-Roubaix \| + 0 s \| |                    |          |                                     |                 |
| |                    |          |                                     |                 |
| |                    |          |                                     |                 |
| Classement de l'étape |                    |          |                                     |                 |
| Coureur | Coureur            | Pays     | Équipe                              | Temps           |
| 1er | Arnaud De Lie      | Belgique | Lotto                               | 2 h 27 min 45 s |
| 2e | Arnaud Démare      | France   | Arkéa-B&B Hotels                    | + 0 s           |
| 3e | Paul Penhoët       | France   | Groupama-FDJ                        | + 0 s           |
| 4e | Ronan Augé         | France   | CIC U Nantes                        | + 0 s           |
| 5e | Alan Riou          | France   | St. Michel-Preference Home-Auber 93 | + 0 s           |
| 6e | Théo Delacroix     | France   | St. Michel-Preference Home-Auber 93 | + 0 s           |
| 7e | Giacomo Villa      | Italie   | Wagner Bazin WB                     | + 0 s           |
| 8e | Damien Touzé       | France   | Cofidis                             | + 0 s           |
| 9e | Elias Maris        | Belgique | Team Flanders-Baloise               | + 0 s           |
| 10e | Valentin Tabellion | France   | Van Rysel-Roubaix                   | + 0 s           |

| \| Classement général \| Classement général \| Classement général \| Classement général \| Classement général \| \| Coureur \| Coureur \| Pays \| Équipe \| Temps \| \| ------------------ \| ------------------- \| ------------------ \| --------------------- \| ------------------ \| \| 1er \| Arnaud De Lie \| Belgique \| Lotto \| 9 h 59 min 00 s \| \| 2e \| Paul Penhoët \| France \| Groupama-FDJ \| + 6 s \| \| 3e \| Sandy Dujardin \| France \| Team TotalEnergies \| + 8 s \| \| 4e \| Valentin Tabellion \| France \| Van Rysel-Roubaix \| + 10 s \| \| 5e \| Kévin Vauquelin \| France \| Arkéa-B&B Hotels \| + 10 s \| \| 6e \| Pierre Latour \| France \| Team TotalEnergies \| + 10 s \| \| 7e \| Kevin Geniets \| Luxembourg \| Groupama-FDJ \| + 10 s \| \| 8e \| Vincent Van Hemelen \| Belgique \| Team Flanders-Baloise \| + 13 s \| \| 9e \| Alex Colman \| Belgique \| Team Flanders-Baloise \| + 14 s \| \| 10e \| Dylan Vandenstorme \| Belgique \| Team Flanders-Baloise \| + 14 s \| |                     |            |                       |                 |
| |                     |            |                       |                 |
| |                     |            |                       |                 |
| Classement général |                     |            |                       |                 |
| Coureur | Coureur             | Pays       | Équipe                | Temps           |
| 1er | Arnaud De Lie       | Belgique   | Lotto                 | 9 h 59 min 00 s |
| 2e | Paul Penhoët        | France     | Groupama-FDJ          | + 6 s           |
| 3e | Sandy Dujardin      | France     | Team TotalEnergies    | + 8 s           |
| 4e | Valentin Tabellion  | France     | Van Rysel-Roubaix     | + 10 s          |
| 5e | Kévin Vauquelin     | France     | Arkéa-B&B Hotels      | + 10 s          |
| 6e | Pierre Latour       | France     | Team TotalEnergies    | + 10 s          |
| 7e | Kevin Geniets       | Luxembourg | Groupama-FDJ          | + 10 s          |
| 8e | Vincent Van Hemelen | Belgique   | Team Flanders-Baloise | + 13 s          |
| 9e | Alex Colman         | Belgique   | Team Flanders-Baloise | + 14 s          |
| 10e | Dylan Vandenstorme  | Belgique   | Team Flanders-Baloise | + 14 s          |

### 4eétape
Kévin Vauquelin fait partie d'un groupe de huit coureurs au pied du Mont Bouquet. Il s'en extrait à trois km, au moment où craque Arnaud De Lie, et remporte l'étape en solitaire, avec 26 secondes d'avance sur Thomas Champion et 41 sur Nicolas Breuillard. Du même coup, il devient premier au classement général.
| \| Classement de l'étape \| Classement de l'étape \| Classement de l'étape \| Classement de l'étape \| Classement de l'étape \| \| Coureur \| Coureur \| Pays \| Équipe \| Temps \| \| --------------------- \| --------------------- \| --------------------- \| ----------------------------------- \| --------------------- \| \| 1er \| Kévin Vauquelin \| France \| Arkéa-B&B Hotels \| 3 h 06 min 33 s \| \| 2e \| Thomas Champion \| France \| St. Michel-Preference Home-Auber 93 \| + 26 s \| \| 3e \| Nicolas Breuillard \| France \| St. Michel-Preference Home-Auber 93 \| + 41 s \| \| 4e \| Kevin Geniets \| Luxembourg \| Groupama-FDJ \| + 47 s \| \| 5e \| Dylan Teuns \| Belgique \| Cofidis \| + 47 s \| \| 6e \| Théo Delacroix \| France \| St. Michel-Preference Home-Auber 93 \| + 56 s \| \| 7e \| Damien Touzé \| France \| Cofidis \| + 1 min 01 s \| \| 8e \| Andrea Mifsud \| Malte \| Nice Métropole Côte d'Azur \| + 1 min 01 s \| \| 9e \| Pierre Latour \| France \| Team TotalEnergies \| + 1 min 01 s \| \| 10e \| Thibault Guernalec \| France \| Arkéa-B&B Hotels \| + 1 min 08 s \| |                    |            |                                     |                 |
| |                    |            |                                     |                 |
| |                    |            |                                     |                 |
| Classement de l'étape |                    |            |                                     |                 |
| Coureur | Coureur            | Pays       | Équipe                              | Temps           |
| 1er | Kévin Vauquelin    | France     | Arkéa-B&B Hotels                    | 3 h 06 min 33 s |
| 2e | Thomas Champion    | France     | St. Michel-Preference Home-Auber 93 | + 26 s          |
| 3e | Nicolas Breuillard | France     | St. Michel-Preference Home-Auber 93 | + 41 s          |
| 4e | Kevin Geniets      | Luxembourg | Groupama-FDJ                        | + 47 s          |
| 5e | Dylan Teuns        | Belgique   | Cofidis                             | + 47 s          |
| 6e | Théo Delacroix     | France     | St. Michel-Preference Home-Auber 93 | + 56 s          |
| 7e | Damien Touzé       | France     | Cofidis                             | + 1 min 01 s    |
| 8e | Andrea Mifsud      | Malte      | Nice Métropole Côte d'Azur          | + 1 min 01 s    |
| 9e | Pierre Latour      | France     | Team TotalEnergies                  | + 1 min 01 s    |
| 10e | Thibault Guernalec | France     | Arkéa-B&B Hotels                    | + 1 min 08 s    |

| \| Classement général \| Classement général \| Classement général \| Classement général \| Classement général \| \| Coureur \| Coureur \| Pays \| Équipe \| Temps \| \| ------------------ \| ------------------- \| ------------------ \| ----------------------------------- \| ------------------ \| \| 1er \| Kévin Vauquelin \| France \| Arkéa-B&B Hotels \| 13 h 05 min 33 s \| \| 2e \| Nicolas Breuillard \| France \| St. Michel-Preference Home-Auber 93 \| + 51 s \| \| 3e \| Kevin Geniets \| Luxembourg \| Groupama-FDJ \| + 57 s \| \| 4e \| Dylan Teuns \| Belgique \| Cofidis \| + 1 min 01 s \| \| 5e \| Thomas Champion \| France \| St. Michel-Preference Home-Auber 93 \| + 1 min 10 s \| \| 6e \| Pierre Latour \| France \| Team TotalEnergies \| + 1 min 11 s \| \| 7e \| Damien Touzé \| France \| Cofidis \| + 1 min 19 s \| \| 8e \| Thibault Guernalec \| France \| Arkéa-B&B Hotels \| + 1 min 31 s \| \| 9e \| Vincent Van Hemelen \| Belgique \| Team Flanders-Baloise \| + 1 min 51 s \| \| 10e \| Théo Delacroix \| France \| St. Michel-Preference Home-Auber 93 \| + 1 min 52 s \| |                     |            |                                     |                  |
| |                     |            |                                     |                  |
| |                     |            |                                     |                  |
| Classement général |                     |            |                                     |                  |
| Coureur | Coureur             | Pays       | Équipe                              | Temps            |
| 1er | Kévin Vauquelin     | France     | Arkéa-B&B Hotels                    | 13 h 05 min 33 s |
| 2e | Nicolas Breuillard  | France     | St. Michel-Preference Home-Auber 93 | + 51 s           |
| 3e | Kevin Geniets       | Luxembourg | Groupama-FDJ                        | + 57 s           |
| 4e | Dylan Teuns         | Belgique   | Cofidis                             | + 1 min 01 s     |
| 5e | Thomas Champion     | France     | St. Michel-Preference Home-Auber 93 | + 1 min 10 s     |
| 6e | Pierre Latour       | France     | Team TotalEnergies                  | + 1 min 11 s     |
| 7e | Damien Touzé        | France     | Cofidis                             | + 1 min 19 s     |
| 8e | Thibault Guernalec  | France     | Arkéa-B&B Hotels                    | + 1 min 31 s     |
| 9e | Vincent Van Hemelen | Belgique   | Team Flanders-Baloise               | + 1 min 51 s     |
| 10e | Théo Delacroix      | France     | St. Michel-Preference Home-Auber 93 | + 1 min 52 s     |

### 5eétape
Kevin Vauquelin remporte le contre-la-montre final, avec 19 secondes d'avance sur Rémi Cavagna.

Passage sur le Pont Vieux d'Alès
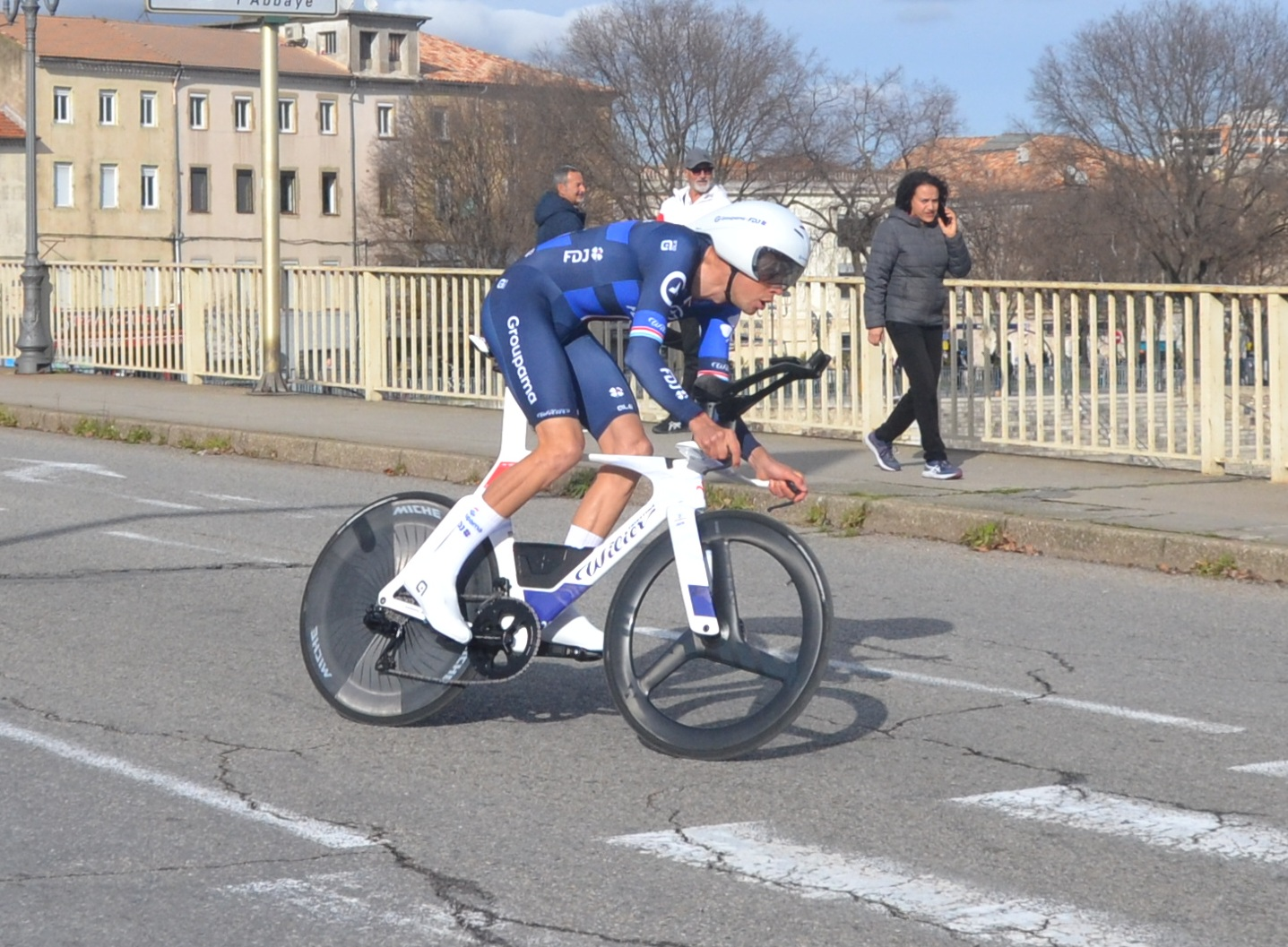
Kévin Geniets.
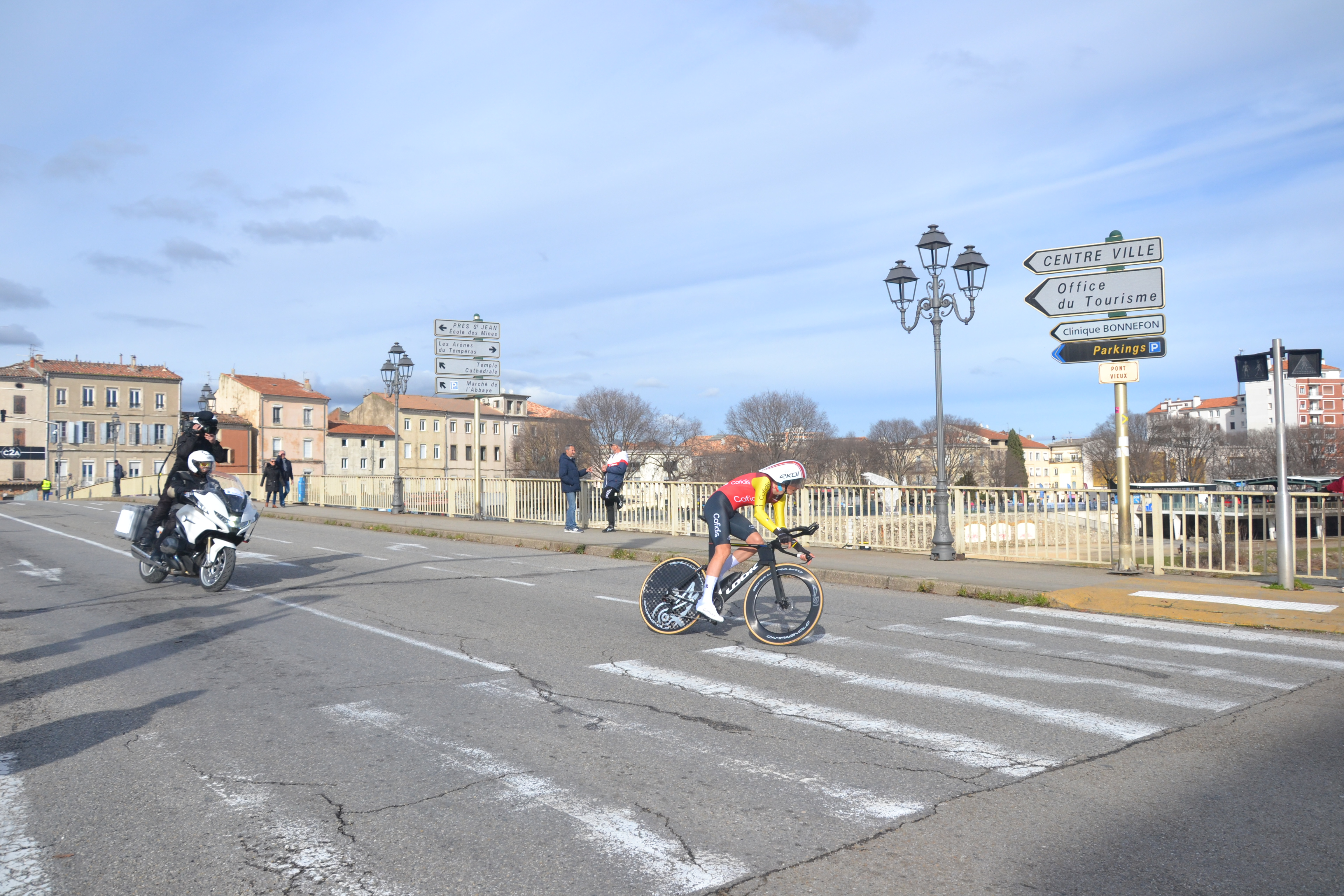
Dylan Teuns.
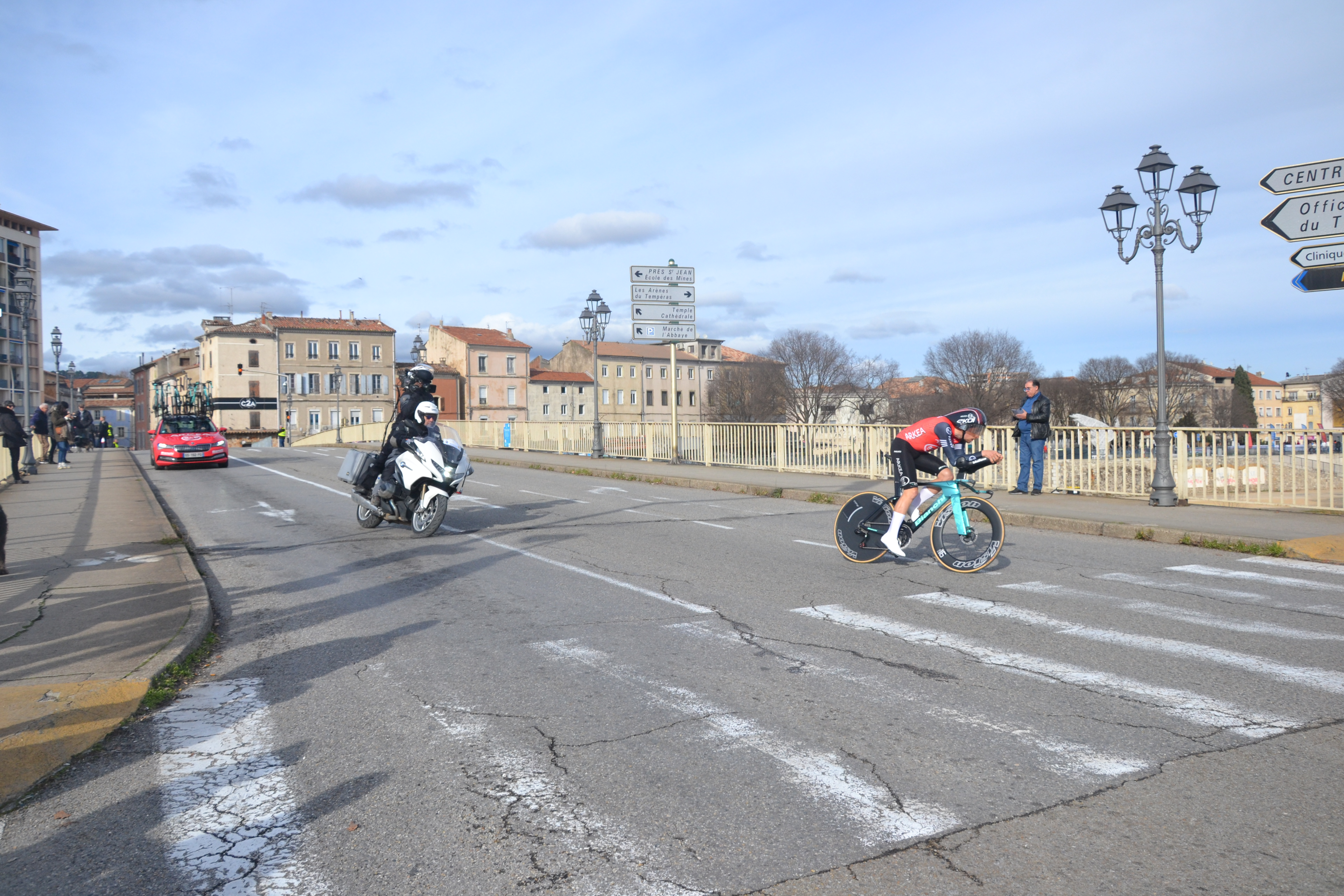
Kévin Vauquelin.

| \| Classement de l'étape \| Classement de l'étape \| Classement de l'étape \| Classement de l'étape \| Classement de l'étape \| \| Coureur \| Coureur \| Pays \| Équipe \| Temps \| \| --------------------- \| --------------------- \| --------------------- \| -------------------------------- \| --------------------- \| \| 1er \| Kévin Vauquelin \| France \| Arkéa-B&B Hotels \| 15 min 07 s \| \| 2e \| Rémi Cavagna \| France \| Groupama-FDJ \| + 18 s \| \| 3e \| Dylan Teuns \| Belgique \| Cofidis \| + 21 s \| \| 4e \| Thibault Guernalec \| France \| Arkéa-B&B Hotels \| + 23 s \| \| 5e \| Maxime Decomble \| France \| Équipe continentale Groupama-FDJ \| + 25 s \| \| 6e \| Vincent Van Hemelen \| Belgique \| Team Flanders-Baloise \| + 28 s \| \| 7e \| Pierre Latour \| France \| Team TotalEnergies \| + 35 s \| \| 8e \| Kevin Geniets \| Luxembourg \| Groupama-FDJ \| + 37 s \| \| 9e \| Damien Touzé \| France \| Cofidis \| + 43 s \| \| 10e \| Oliver Knight \| Royaume-Uni \| Cofidis \| + 44 s \| |                     |             |                                  |             |
| |                     |             |                                  |             |
| |                     |             |                                  |             |
| Classement de l'étape |                     |             |                                  |             |
| Coureur | Coureur             | Pays        | Équipe                           | Temps       |
| 1er | Kévin Vauquelin     | France      | Arkéa-B&B Hotels                 | 15 min 07 s |
| 2e | Rémi Cavagna        | France      | Groupama-FDJ                     | + 18 s      |
| 3e | Dylan Teuns         | Belgique    | Cofidis                          | + 21 s      |
| 4e | Thibault Guernalec  | France      | Arkéa-B&B Hotels                 | + 23 s      |
| 5e | Maxime Decomble     | France      | Équipe continentale Groupama-FDJ | + 25 s      |
| 6e | Vincent Van Hemelen | Belgique    | Team Flanders-Baloise            | + 28 s      |
| 7e | Pierre Latour       | France      | Team TotalEnergies               | + 35 s      |
| 8e | Kevin Geniets       | Luxembourg  | Groupama-FDJ                     | + 37 s      |
| 9e | Damien Touzé        | France      | Cofidis                          | + 43 s      |
| 10e | Oliver Knight       | Royaume-Uni | Cofidis                          | + 44 s      |

## Classements finals

### Classement général
| \| Classement général \| Classement général \| Classement général \| Classement général \| Classement général \| \| Coureur \| Coureur \| Pays \| Équipe \| Temps \| \| ------------------ \| ------------------- \| ------------------ \| ----------------------------------- \| ------------------ \| \| 1er \| Kévin Vauquelin \| France \| Arkéa-B&B Hotels \| 13 h 20 min 40 s \| \| 2e \| Dylan Teuns \| Belgique \| Cofidis \| + 1 min 22 s \| \| 3e \| Kevin Geniets \| Luxembourg \| Groupama-FDJ \| + 1 min 35 s \| \| 4e \| Pierre Latour \| France \| Team TotalEnergies \| + 1 min 46 s \| \| 5e \| Thibault Guernalec \| France \| Arkéa-B&B Hotels \| + 1 min 55 s \| \| 6e \| Nicolas Breuillard \| France \| St. Michel-Preference Home-Auber 93 \| + 1 min 56 s \| \| 7e \| Damien Touzé \| France \| Cofidis \| + 2 min 02 s \| \| 8e \| Vincent Van Hemelen \| Belgique \| Team Flanders-Baloise \| + 2 min 20 s \| \| 9e \| Thomas Champion \| France \| St. Michel-Preference Home-Auber 93 \| + 2 min 23 s \| \| 10e \| Fabien Doubey \| France \| Team TotalEnergies \| + 2 min 41 s \| |                     |            |                                     |                  |
| |                     |            |                                     |                  |
| Source : ProCyclingStats |                     |            |                                     |                  |
| Classement général |                     |            |                                     |                  |
| Coureur | Coureur             | Pays       | Équipe                              | Temps            |
| 1er | Kévin Vauquelin     | France     | Arkéa-B&B Hotels                    | 13 h 20 min 40 s |
| 2e | Dylan Teuns         | Belgique   | Cofidis                             | + 1 min 22 s     |
| 3e | Kevin Geniets       | Luxembourg | Groupama-FDJ                        | + 1 min 35 s     |
| 4e | Pierre Latour       | France     | Team TotalEnergies                  | + 1 min 46 s     |
| 5e | Thibault Guernalec  | France     | Arkéa-B&B Hotels                    | + 1 min 55 s     |
| 6e | Nicolas Breuillard  | France     | St. Michel-Preference Home-Auber 93 | + 1 min 56 s     |
| 7e | Damien Touzé        | France     | Cofidis                             | + 2 min 02 s     |
| 8e | Vincent Van Hemelen | Belgique   | Team Flanders-Baloise               | + 2 min 20 s     |
| 9e | Thomas Champion     | France     | St. Michel-Preference Home-Auber 93 | + 2 min 23 s     |
| 10e | Fabien Doubey       | France     | Team TotalEnergies                  | + 2 min 41 s     |

### Classements annexes
| Classement par points | Classement par points | Classement par points | Classement par points               | Classement par points |
| Coureur               | Coureur               | Pays                  | Équipe                              | Points                |
| --------------------- | --------------------- | --------------------- | ----------------------------------- | --------------------- |
| 1er                   | Kévin Vauquelin       | France                | Arkéa-B&B Hotels                    | 54 pts                |
| 2e                    | Arnaud Démare         | France                | Arkéa-B&B Hotels                    | 40 pts                |
| 3e                    | Arnaud De Lie         | Belgique              | Lotto                               | 34 pts                |
| 4e                    | Dylan Teuns           | Belgique              | Cofidis                             | 28 pts                |
| 5e                    | Paul Penhoët          | France                | Groupama-FDJ                        | 28 pts                |
| 6e                    | Kevin Geniets         | Luxembourg            | Groupama-FDJ                        | 27 pts                |
| 7e                    | Rémi Cavagna          | France                | Groupama-FDJ                        | 25 pts                |
| 8e                    | Damien Touzé          | France                | Cofidis                             | 24 pts                |
| 9e                    | Théo Delacroix        | France                | St. Michel-Preference Home-Auber 93 | 23 pts                |
| 10e                   | Thibault Guernalec    | France                | Arkéa-B&B Hotels                    | 20 pts                |

| Classement par points | Classement par points | Classement par points | Classement par points               | Classement par points |
| Coureur               | Coureur               | Pays                  | Équipe                              | Points                |
| --------------------- | --------------------- | --------------------- | ----------------------------------- | --------------------- |
| 1er                   | Kévin Vauquelin       | France                | Arkéa-B&B Hotels                    | 54 pts                |
| 2e                    | Arnaud Démare         | France                | Arkéa-B&B Hotels                    | 40 pts                |
| 3e                    | Arnaud De Lie         | Belgique              | Lotto                               | 34 pts                |
| 4e                    | Dylan Teuns           | Belgique              | Cofidis                             | 28 pts                |
| 5e                    | Paul Penhoët          | France                | Groupama-FDJ                        | 28 pts                |
| 6e                    | Kevin Geniets         | Luxembourg            | Groupama-FDJ                        | 27 pts                |
| 7e                    | Rémi Cavagna          | France                | Groupama-FDJ                        | 25 pts                |
| 8e                    | Damien Touzé          | France                | Cofidis                             | 24 pts                |
| 9e                    | Théo Delacroix        | France                | St. Michel-Preference Home-Auber 93 | 23 pts                |
| 10e                   | Thibault Guernalec    | France                | Arkéa-B&B Hotels                    | 20 pts                |

| Classement de la montagne | Classement de la montagne | Classement de la montagne | Classement de la montagne           | Classement de la montagne |
| Coureur                   | Coureur                   | Pays                      | Équipe                              | Points                    |
| ------------------------- | ------------------------- | ------------------------- | ----------------------------------- | ------------------------- |
| 1er                       | Victor Vercouillie        | Belgique                  | Team Flanders-Baloise               | 36 pts                    |
| 2e                        | Kévin Vauquelin           | France                    | Arkéa-B&B Hotels                    | 20 pts                    |
| 3e                        | Oliver Knight             | Royaume-Uni               | Cofidis                             | 12 pts                    |
| 4e                        | Théo Delacroix            | France                    | St. Michel-Preference Home-Auber 93 | 10 pts                    |
| 5e                        | Dylan Teuns               | Belgique                  | Cofidis                             | 10 pts                    |
| 6e                        | Thomas Champion           | France                    | St. Michel-Preference Home-Auber 93 | 8 pts                     |
| 7e                        | Valentin Retailleau       | France                    | Team TotalEnergies                  | 6 pts                     |
| 8e                        | Nicolas Breuillard        | France                    | St. Michel-Preference Home-Auber 93 | 6 pts                     |
| 9e                        | Kevin Geniets             | Luxembourg                | Groupama-FDJ                        | 4 pts                     |
| 10e                       | Pierre Latour             | France                    | Team TotalEnergies                  | 4 pts                     |

| Classement de la montagne | Classement de la montagne | Classement de la montagne | Classement de la montagne           | Classement de la montagne |
| Coureur                   | Coureur                   | Pays                      | Équipe                              | Points                    |
| ------------------------- | ------------------------- | ------------------------- | ----------------------------------- | ------------------------- |
| 1er                       | Victor Vercouillie        | Belgique                  | Team Flanders-Baloise               | 36 pts                    |
| 2e                        | Kévin Vauquelin           | France                    | Arkéa-B&B Hotels                    | 20 pts                    |
| 3e                        | Oliver Knight             | Royaume-Uni               | Cofidis                             | 12 pts                    |
| 4e                        | Théo Delacroix            | France                    | St. Michel-Preference Home-Auber 93 | 10 pts                    |
| 5e                        | Dylan Teuns               | Belgique                  | Cofidis                             | 10 pts                    |
| 6e                        | Thomas Champion           | France                    | St. Michel-Preference Home-Auber 93 | 8 pts                     |
| 7e                        | Valentin Retailleau       | France                    | Team TotalEnergies                  | 6 pts                     |
| 8e                        | Nicolas Breuillard        | France                    | St. Michel-Preference Home-Auber 93 | 6 pts                     |
| 9e                        | Kevin Geniets             | Luxembourg                | Groupama-FDJ                        | 4 pts                     |
| 10e                       | Pierre Latour             | France                    | Team TotalEnergies                  | 4 pts                     |

| Classement du meilleur jeune | Classement du meilleur jeune | Classement du meilleur jeune | Classement du meilleur jeune     | Classement du meilleur jeune |
| Coureur                      | Coureur                      | Pays                         | Équipe                           | Temps                        |
| ---------------------------- | ---------------------------- | ---------------------------- | -------------------------------- | ---------------------------- |
| 1er                          | Clément Izquierdo            | France                       | Cofidis                          | 13 h 23 min 29 s             |
| 2e                           | Maxime Decomble              | France                       | Équipe continentale Groupama-FDJ | + 1 min 45 s                 |
| 3e                           | Arnaud De Lie                | Belgique                     | Lotto                            | + 2 min 10 s                 |
| 4e                           | Sam Maisonobe                | France                       | Cofidis                          | + 2 min 21 s                 |
| 5e                           | Dylan Vandenstorme           | Belgique                     | Team Flanders-Baloise            | + 3 min 34 s                 |
| 6e                           | Pierre Thierry               | France                       | Arkéa-B&B Hotels                 | + 5 min 39 s                 |
| 7e                           | Ronan Augé                   | France                       | CIC U Nantes                     | + 9 min 49 s                 |
| 8e                           | Baptiste Gillet              | France                       | Arkéa-B&B Hôtels Continentale    | + 10 min 45 s                |
| 9e                           | Corentin Devroute            | France                       | CIC U Nantes                     | + 12 min 59 s                |
| 10e                          | Victor Vercouillie           | Belgique                     | Team Flanders-Baloise            | + 13 min 27 s                |

| Classement du meilleur jeune | Classement du meilleur jeune | Classement du meilleur jeune | Classement du meilleur jeune     | Classement du meilleur jeune |
| Coureur                      | Coureur                      | Pays                         | Équipe                           | Temps                        |
| ---------------------------- | ---------------------------- | ---------------------------- | -------------------------------- | ---------------------------- |
| 1er                          | Clément Izquierdo            | France                       | Cofidis                          | 13 h 23 min 29 s             |
| 2e                           | Maxime Decomble              | France                       | Équipe continentale Groupama-FDJ | + 1 min 45 s                 |
| 3e                           | Arnaud De Lie                | Belgique                     | Lotto                            | + 2 min 10 s                 |
| 4e                           | Sam Maisonobe                | France                       | Cofidis                          | + 2 min 21 s                 |
| 5e                           | Dylan Vandenstorme           | Belgique                     | Team Flanders-Baloise            | + 3 min 34 s                 |
| 6e                           | Pierre Thierry               | France                       | Arkéa-B&B Hotels                 | + 5 min 39 s                 |
| 7e                           | Ronan Augé                   | France                       | CIC U Nantes                     | + 9 min 49 s                 |
| 8e                           | Baptiste Gillet              | France                       | Arkéa-B&B Hôtels Continentale    | + 10 min 45 s                |
| 9e                           | Corentin Devroute            | France                       | CIC U Nantes                     | + 12 min 59 s                |
| 10e                          | Victor Vercouillie           | Belgique                     | Team Flanders-Baloise            | + 13 min 27 s                |

| Classement par équipes | Classement par équipes            | Classement par équipes | Classement par équipes |
| Équipe                 | Équipe                            | Pays                   | Temps                  |
| ---------------------- | --------------------------------- | ---------------------- | ---------------------- |
| 1re                    | Groupama-FDJ                      | France                 | 40 h 08 min 01 s       |
| 2e                     | Cofidis                           | France                 | + 11 s                 |
| 3e                     | St Michel-Preference Home-Auber93 | France                 | + 23 s                 |
| 4e                     | Team TotalEnergies                | France                 | + 1 min 50 s           |
| 5e                     | Arkéa-B&B Hotels                  | France                 | + 1 min 54 s           |
| 6e                     | Van Rysel-Roubaix                 | France                 | + 7 min 22 s           |
| 7e                     | Team Flanders-Baloise             | Belgique               | + 8 min 01 s           |
| 8e                     | Nice Métropole Côte d'Azur        | France                 | + 16 min 47 s          |
| 9e                     | CIC U Nantes                      | France                 | + 18 min 47 s          |

| Classement par équipes | Classement par équipes            | Classement par équipes | Classement par équipes |
| Équipe                 | Équipe                            | Pays                   | Temps                  |
| ---------------------- | --------------------------------- | ---------------------- | ---------------------- |
| 1re                    | Groupama-FDJ                      | France                 | 40 h 08 min 01 s       |
| 2e                     | Cofidis                           | France                 | + 11 s                 |
| 3e                     | St Michel-Preference Home-Auber93 | France                 | + 23 s                 |
| 4e                     | Team TotalEnergies                | France                 | + 1 min 50 s           |
| 5e                     | Arkéa-B&B Hotels                  | France                 | + 1 min 54 s           |
| 6e                     | Van Rysel-Roubaix                 | France                 | + 7 min 22 s           |
| 7e                     | Team Flanders-Baloise             | Belgique               | + 8 min 01 s           |
| 8e                     | Nice Métropole Côte d'Azur        | France                 | + 16 min 47 s          |
| 9e                     | CIC U Nantes                      | France                 | + 18 min 47 s          |

## Classements UCI
La course attribue des points aux coureurs pour le Classement mondial UCI 2024 selon le barème suivant:
| Position           | 1er | 2e | 3e | 4e | 5e | 6e | 7e | 8e | 9e | 10e | 11e | 12e | 13e à 15e | 16e à 25e |
| Classement général | 125 | 85 | 70 | 60 | 50 | 40 | 35 | 30 | 25 | 20  | 15  | 10  | 5         | 3         |
| Par étapes         | 14  | 5  | 3  |    |    |    |    |    |    |     |     |     |           |           |
| Leader             | 3   |    |    |    |    |    |    |    |    |     |     |     |           |           |

### Points gagnés à l'issue de la course
| Rang | Coureur | Équipe | Général | Étape | Leader | Total |
| ---- | ------- | ------ | ------- | ----- | ------ | ----- |
| 1er  |         |        |         |       |        |       |
| 2e   |         |        |         |       |        |       |
| 3e   |         |        |         |       |        |       |
| 4e   |         |        |         |       |        |       |
| 5e   |         |        |         |       |        |       |

## Évolution des classements
| Étape              | Vainqueur          | Classement général | Classement de la montagne | Classement par points | Classement des jeunes | Classement par équipes                |
| ------------------ | ------------------ | ------------------ | ------------------------- | --------------------- | --------------------- | ------------------------------------- |
| 1                  | Paul Magnier       | Paul Magnier       | Axandre Van Petegem       | Paul Magnier          | Paul Magnier          | Red Bull-Bora-Hansgrohe               |
| 2                  | Søren Wærenskjold  | Paul Magnier       | Axandre Van Petegem       | Paul Magnier          | Paul Magnier          | Red Bull-Bora-Hansgrohe               |
| 3                  | Arnaud De Lie      | Arnaud De Lie      | Victor Vercouillie        | Arnaud Démare         | Arnaud De Lie         | TotalEnergies                         |
| 4                  | Kévin Vauquelin    | Kévin Vauquelin    | Victor Vercouillie        | Arnaud Démare         | Clément Izquierdo     | Saint Michel-Preference Home-Auber 93 |
| 5                  | Kévin Vauquelin    | Kévin Vauquelin    | Victor Vercouillie        | Kévin Vauquelin       | Clément Izquierdo     | Groupama-FDJ                          |
| Classements finals | Classements finals | Kévin Vauquelin    | Victor Vercouillie        | Kévin Vauquelin       | Clément Izquierdo     | Groupama-FDJ                          |

## Liste des participants
| Légende                             | Légende                                                                                                  | Légende                                | Légende                                                                                                  |
| ----------------------------------- | --- | -------------------------------------- | --- |
| Num                                 | Dossard de départ porté par le coureur sur cette Étoile de Bessèges                                      | Pos                                    | Position finale au classement général                                                                    |
| Leader du classement général        | Indique le vainqueur du classement général                                                               | Leader du classement par points        | Indique le vainqueur du classement par points                                                            |
| Leader du classement de la montagne | Indique le vainqueur du classement de la montagne                                                        | Leader du classement du meilleur jeune | Indique le vainqueur du classement du meilleur jeune                                                     |
|                                     | Indique un maillot de champion national ou mondial, suivi de sa spécialité                               | #                                      | Indique la meilleure équipe                                                                              |
| NP                                  | Indique un coureur qui n'a pas pris le départ d'une étape, suivi du numéro de l'étape où il s'est retiré | AB                                     | Indique un coureur qui n'a pas terminé une étape, suivi du numéro de l'étape où il s'est retiré          |
| HD                                  | Indique un coureur qui a terminé une étape hors des délais, suivi du numéro de l'étape                   | *                                      | Indique un coureur en lice pour le classement du meilleur jeune (coureurs nés après le 1er janvier 1998) |

| Lidl-Trek LTK                       | Lidl-Trek LTK              | Lidl-Trek LTK |
| ----------------------------------- | -------------------------- | ------------- |
| Num                                 | Coureur                    | Pos           |
| 1                                   | Mads Pedersen (DEN)        | NP-3          |
| 2                                   | Alex Kirsch (LUX)          | AB-3          |
| 3                                   | Ryan Gibbons (RSA) (route) | AB-3          |
| 4                                   | Martin Pedersen (DEN)      | AB-3          |
| 5                                   | Otto Vergaerde (BEL)       | AB-3          |
| 6                                   | Julien Bernard (FRA)       | AB-3          |
| 7                                   | Patrick Frydkjær (DEN)     | AB-3          |
| Directeur sportif : Steven de Jongh |                            |               |

| Arkéa-B&B Hotels ARK             | Arkéa-B&B Hotels ARK     | Arkéa-B&B Hotels ARK |
| -------------------------------- | ------------------------ | -------------------- |
| Num                              | Coureur                  | Pos                  |
| 11                               | Kévin Vauquelin (FRA)    |                      |
| 12                               | Arnaud Démare (FRA)      |                      |
| 13                               | Anthony Delaplace (FRA)  |                      |
| 14                               | Thibault Guernalec (FRA) |                      |
| 15                               | Baptiste Gillet (FRA)    |                      |
| 16                               | Florian Sénéchal (FRA)   |                      |
| 17                               | Pierre Thierry (FRA)     |                      |
| Directeur sportif : Maxime Bouet |                          |                      |

| EF Education-EasyPost EFE          | EF Education-EasyPost EFE | EF Education-EasyPost EFE |
| ---------------------------------- | ------------------------- | ------------------------- |
| Num                                | Coureur                   | Pos                       |
| 21                                 | Hugh Carthy (GBR)         | AB-3                      |
| 22                                 | Richard Carapaz (ECU)     | AB-3                      |
| 23                                 | Harry Sweeny (AUS)        | AB-3                      |
| 24                                 | Marijn van den Berg (NED) | AB-3                      |
| 25                                 | Samuele Battistella (ITA) | AB-3                      |
| 26                                 | Madis Mihkels (EST)       | AB-3                      |
| Directeur sportif : Matti Breschel |                           |                           |

| Cofidis COF                         | Cofidis COF             | Cofidis COF |
| ----------------------------------- | ----------------------- | ----------- |
| Num                                 | Coureur                 | Pos         |
| 31                                  | Benjamin Thomas (FRA)   | NP-5        |
| 32                                  | Sam Maisonobe (FRA)     |             |
| 33                                  | Clément Izquierdo (FRA) |             |
| 34                                  | Oliver Knight (GBR)     |             |
| 35                                  | Anthony Perez (FRA)     |             |
| 36                                  | Dylan Teuns (BEL)       |             |
| 37                                  | Damien Touzé (FRA)      |             |
| Directeur sportif : Benjamin Giraud |                         |             |

| Alpecin-Deceuninck ADC               | Alpecin-Deceuninck ADC | Alpecin-Deceuninck ADC |
| ------------------------------------ | ---------------------- | ---------------------- |
| Num                                  | Coureur                | Pos                    |
| 41                                   | Jimmy Janssens (BEL)   | AB-3                   |
| 42                                   | Timo Kielich (BEL)     | AB-3                   |
| 43                                   | Stan Van Tricht (BEL)  | AB-3                   |
| 44                                   | Simon Dehairs (BEL)    | HD-5                   |
| 45                                   | Lennert Belmans (BEL)  | AB-3                   |
| 46                                   | Louis Kitzki (GER)     | AB-4                   |
| 47                                   | Juri Hollmann (GER)    |                        |
| Directeur sportif : Preben Van Hecke |                        |                        |

| Soudal Quick-Step SOQ              | Soudal Quick-Step SOQ  | Soudal Quick-Step SOQ |
| ---------------------------------- | ---------------------- | --------------------- |
| Num                                | Coureur                | Pos                   |
| 51                                 | Paul Magnier (FRA)     | AB-3                  |
| 52                                 | Yves Lampaert (BEL)    | AB-3                  |
| 53                                 | Mattia Cattaneo (ITA)  | AB-3                  |
| 54                                 | Josef Černý (CZE)      | AB-3                  |
| 55                                 | Martin Svrček (SVK)    | AB-3                  |
| 56                                 | Gil Gelders (BEL)      | AB-3                  |
| 57                                 | Dries Van Gestel (BEL) | AB-3                  |
| Directeur sportif : Klaas Lodewyck |                        |                       |

| Groupama-FDJ GFC                     | Groupama-FDJ GFC            | Groupama-FDJ GFC |
| ------------------------------------ | --------------------------- | ---------------- |
| Num                                  | Coureur                     | Pos              |
| 61                                   | Kevin Geniets (LUX) (route) |                  |
| 62                                   | Rémi Cavagna (FRA)          |                  |
| 63                                   | Olivier Le Gac (FRA)        |                  |
| 64                                   | Cyril Barthe (FRA)          |                  |
| 65                                   | Paul Penhoët (FRA)          |                  |
| 66                                   | Clément Russo (FRA)         |                  |
| 67                                   | Maxime Decomble (FRA)       |                  |
| Directeur sportif : Frédéric Guesdon |                             |                  |

| Ineos Grenadiers IGD              | Ineos Grenadiers IGD          | Ineos Grenadiers IGD |
| --------------------------------- | ----------------------------- | -------------------- |
| Num                               | Coureur                       | Pos                  |
| 71                                | Filippo Ganna (ITA) (chrono)  | AB-3                 |
| 72                                | Axel Laurance (FRA)           | AB-3                 |
| 73                                | Salvatore Puccio (ITA)        | AB-3                 |
| 74                                | Joshua Tarling (GBR) (chrono) | AB-3                 |
| 75                                | Artem Shmidt (USA)            | AB-3                 |
| 76                                | Ben Turner (GBR)              | AB-3                 |
| 77                                | Omar Fraile (ESP)             | AB-3                 |
| Directeur sportif : Imanol Erviti |                               |                      |

| Decathlon-AG2R La Mondiale DAT   | Decathlon-AG2R La Mondiale DAT | Decathlon-AG2R La Mondiale DAT |
| -------------------------------- | ------------------------------ | ------------------------------ |
| Num                              | Coureur                        | Pos                            |
| 81                               | Sam Bennett (IRL)              | AB-3                           |
| 82                               | Oscar Chamberlain (AUS)        | AB-3                           |
| 83                               | Dries De Bondt (BEL)           | AB-3                           |
| 84                               | Tord Gudmestad (NOR)           | AB-3                           |
| 85                               | Rasmus Søjberg (DEN)           | AB-3                           |
| 86                               | Gianluca Pollefliet (BEL)      | AB-3                           |
| 87                               | Nicolas Prodhomme (FRA)        | AB-3                           |
| Directeur sportif : Luke Roberts |                                |                                |

| Red Bull-Bora-Hansgrohe RBH           | Red Bull-Bora-Hansgrohe RBH | Red Bull-Bora-Hansgrohe RBH |
| ------------------------------------- | --------------------------- | --------------------------- |
| Num                                   | Coureur                     | Pos                         |
| 91                                    | Jan Tratnik (SLO)           | AB-3                        |
| 92                                    | Alexander Hajek (AUT)       | AB-3                        |
| 93                                    | Emil Herzog (GER)           | AB-3                        |
| 94                                    | Jonas Koch (GER)            | AB-3                        |
| 95                                    | Oier Lazkano (ESP)          | AB-3                        |
| 96                                    | Jordi Meeus (BEL)           | AB-3                        |
| 97                                    | Maxim Van Gils (BEL)        | AB-2                        |
| Directeur sportif : Heinrich Haussler |                             |                             |

| Lotto LOT                        | Lotto LOT                   | Lotto LOT |
| -------------------------------- | --------------------------- | --------- |
| Num                              | Coureur                     | Pos       |
| 101                              | Arnaud De Lie (BEL)         |           |
| 102                              | Jarrad Drizners (AUS)       | AB-3      |
| 103                              | Joshua Giddings (GBR)       | AB-3      |
| 104                              | Sébastien Grignard (BEL)    | AB-3      |
| 105                              | Lionel Taminiaux (BEL)      | AB-3      |
| 106                              | Baptiste Veistroffer (FRA)  |           |
| 107                              | Jonas Gregaard Wilsly (DEN) | AB-3      |
| Directeur sportif : Nikolas Maes |                             |           |

| Uno-X Mobility UXM                   | Uno-X Mobility UXM            | Uno-X Mobility UXM |
| ------------------------------------ | ----------------------------- | ------------------ |
| Num                                  | Coureur                       | Pos                |
| 111                                  | Magnus Cort Nielsen (DEN)     | AB-3               |
| 112                                  | Erik Nordsæter Resell (NOR)   | AB-3               |
| 113                                  | Anders Skaarseth (NOR)        | AB-3               |
| 114                                  | Rasmus Tiller (NOR)           | AB-3               |
| 115                                  | Søren Wærenskjold (NOR)       | AB-3               |
| 116                                  | Amund Grøndahl Jansen (NOR)   | AB-3               |
| 117                                  | Jonas Iversby Hvideberg (NOR) | AB-3               |
| Directeur sportif : Stig Kristiansen |                               |                    |

| Team TotalEnergies TEN               | Team TotalEnergies TEN    | Team TotalEnergies TEN |
| ------------------------------------ | ------------------------- | ---------------------- |
| Num                                  | Coureur                   | Pos                    |
| 121                                  | Pierre Latour (FRA)       |                        |
| 122                                  | Thomas Bonnet (FRA)       |                        |
| 123                                  | Alexys Brunel (FRA)       |                        |
| 124                                  | Alexandre Delettre (FRA)  |                        |
| 125                                  | Fabien Doubey (FRA)       |                        |
| 126                                  | Sandy Dujardin (FRA)      |                        |
| 127                                  | Valentin Retailleau (FRA) |                        |
| Directeur sportif : Benoît Génauzeau |                           |                        |

| Team Flanders-Baloise TFB          | Team Flanders-Baloise TFB | Team Flanders-Baloise TFB |
| ---------------------------------- | ------------------------- | ------------------------- |
| Num                                | Coureur                   | Pos                       |
| 131                                | Alex Colman (BEL)         |                           |
| 132                                | Jonas Geens (BEL)         | NP-2                      |
| 133                                | Elias Maris (BEL)         |                           |
| 134                                | Vincent Van Hemelen (BEL) |                           |
| 135                                | Dylan Vandenstorme (BEL)  |                           |
| 136                                | Ward Vanhoof (BEL)        | AB-5                      |
| 137                                | Victor Vercouillie (BEL)  |                           |
| Directeur sportif : Hans De Clercq |                           |                           |

| Unibet Tietema Rockets RKT | Unibet Tietema Rockets RKT | Unibet Tietema Rockets RKT |
| -------------------------- | -------------------------- | -------------------------- |
| Num                        | Coureur                    | Pos                        |
| 141                        | Adrien Maire (FRA)         | AB-3                       |
| 142                        | Andreas Stokbro (DEN)      | AB-3                       |
| 143                        | Axel Huens (FRA)           | AB-3                       |
| 144                        | Hartthijs de Vries (NED)   | AB-3                       |
| 145                        | Lukáš Kubiš (SVK)          | AB-3                       |
| 146                        | Killian Verschuren (FRA)   | AB-3                       |
| 147                        | Tomáš Kopecký (CZE)        | AB-3                       |

| Equipo Kern Pharma EKP | Equipo Kern Pharma EKP | Equipo Kern Pharma EKP |
| ---------------------- | ---------------------- | ---------------------- |
| Num                    | Coureur                | Pos                    |
| 151                    | Urko Berrade (ESP)     | NP-4                   |
| 152                    | Hugo Aznar (ESP)       | NP-4                   |
| 153                    | Marc Brustenga (ESP)   | NP-3                   |
| 154                    | Francisco Galván (ESP) | NP-4                   |
| 155                    | Unai Aznar (ESP)       | NP-4                   |
| 156                    | Pau Miquel (ESP)       | NP-4                   |
| 157                    | Mikel Retegi (ESP)     | NP-4                   |

| Wagner Bazin WB WB2                          | Wagner Bazin WB WB2       | Wagner Bazin WB WB2 |
| -------------------------------------------- | ------------------------- | ------------------- |
| Num                                          | Coureur                   | Pos                 |
| 161                                          | Sasha Weemaes (BEL)       | AB-4                |
| 162                                          | Jelle Vermoote (BEL)      |                     |
| 163                                          | Victor Papon (FRA)        | AB-4                |
| 164                                          | Jocelyn Baguelin (FRA)    | AB-4                |
| 165                                          | Giacomo Villa (ITA)       | HD-5                |
| 166                                          | Axandre Van Petegem (BEL) | NP-4                |
| 167                                          | Marco Tizza (ITA)         |                     |
| Directeur sportif : Jean-Denis Vandenbroucke |                           |                     |

| Van Rysel-Roubaix VRR            | Van Rysel-Roubaix VRR     | Van Rysel-Roubaix VRR |
| -------------------------------- | ------------------------- | --------------------- |
| Num                              | Coureur                   | Pos                   |
| 171                              | Baptiste Planckaert (BEL) |                       |
| 172                              | Valentin Tabellion (FRA)  | NP-5                  |
| 173                              | Kévin Avoine (FRA)        | NP-5                  |
| 174                              | Rémi Capron (FRA)         | AB-4                  |
| 175                              | Célestin Guillon (FRA)    |                       |
| 176                              | Maxime Jarnet (FRA)       |                       |
| 177                              | Killian Théot (FRA)       |                       |
| Directeur sportif : Arnaud Molmy |                           |                       |

| St. Michel-Preference Home-Auber 93 AUB | St. Michel-Preference Home-Auber 93 AUB | St. Michel-Preference Home-Auber 93 AUB |
| --------------------------------------- | --------------------------------------- | --------------------------------------- |
| Num                                     | Coureur                                 | Pos                                     |
| 181                                     | Alan Riou (FRA)                         | NP-5                                    |
| 182                                     | Nicolas Breuillard (FRA)                |                                         |
| 183                                     | Romain Cardis (FRA)                     |                                         |
| 184                                     | Thomas Champion (FRA)                   |                                         |
| 185                                     | Yohann Simon (FRA)                      | NP-5                                    |
| 186                                     | Théo Delacroix (FRA)                    |                                         |
| 187                                     | Jérémy Lecroq (FRA)                     |                                         |

| CIC U Nantes UCN                 | CIC U Nantes UCN        | CIC U Nantes UCN |
| -------------------------------- | ----------------------- | ---------------- |
| Num                              | Coureur                 | Pos              |
| 191                              | Ronan Augé (FRA)        |                  |
| 192                              | Joris Chaussinand (FRA) | AB-4             |
| 193                              | Corentin Devroute (FRA) |                  |
| 194                              | Justin Ducret (FRA)     |                  |
| 195                              | Maël Guégan (FRA)       | NP-5             |
| 196                              | Antoine Hue (FRA)       |                  |
| 196                              | Axel Mariault (FRA)     | NP-3             |
| Directeur sportif : Cédric Barre |                         |                  |

| Nice Métropole Côte d'Azur NMC      | Nice Métropole Côte d'Azur NMC | Nice Métropole Côte d'Azur NMC |
| ----------------------------------- | ------------------------------ | ------------------------------ |
| Num                                 | Coureur                        | Pos                            |
| 201                                 | Jaakko Hänninen (FIN)          |                                |
| 202                                 | Damien Girard (FRA)            |                                |
| 203                                 | Axel Narbonne-Zuccarelli (FRA) | HD-5                           |
| 204                                 | Noah Knecht (FRA)              | AB-3                           |
| 205                                 | Andrea Mifsud                  | NP-5                           |
| 206                                 | Alexander Konijn (NED)         |                                |
| 207                                 | Dylan Massa (FRA)              | HD-5                           |
| Directeur sportif : Frédéric Doutre |                                |                                |

| Lidl-Trek LTK                       | Lidl-Trek LTK              | Lidl-Trek LTK |
| ----------------------------------- | -------------------------- | ------------- |
| Num                                 | Coureur                    | Pos           |
| 1                                   | Mads Pedersen (DEN)        | NP-3          |
| 2                                   | Alex Kirsch (LUX)          | AB-3          |
| 3                                   | Ryan Gibbons (RSA) (route) | AB-3          |
| 4                                   | Martin Pedersen (DEN)      | AB-3          |
| 5                                   | Otto Vergaerde (BEL)       | AB-3          |
| 6                                   | Julien Bernard (FRA)       | AB-3          |
| 7                                   | Patrick Frydkjær (DEN)     | AB-3          |
| Directeur sportif : Steven de Jongh |                            |               |

| Arkéa-B&B Hotels ARK             | Arkéa-B&B Hotels ARK     | Arkéa-B&B Hotels ARK |
| -------------------------------- | ------------------------ | -------------------- |
| Num                              | Coureur                  | Pos                  |
| 11                               | Kévin Vauquelin (FRA)    |                      |
| 12                               | Arnaud Démare (FRA)      |                      |
| 13                               | Anthony Delaplace (FRA)  |                      |
| 14                               | Thibault Guernalec (FRA) |                      |
| 15                               | Baptiste Gillet (FRA)    |                      |
| 16                               | Florian Sénéchal (FRA)   |                      |
| 17                               | Pierre Thierry (FRA)     |                      |
| Directeur sportif : Maxime Bouet |                          |                      |

| EF Education-EasyPost EFE          | EF Education-EasyPost EFE | EF Education-EasyPost EFE |
| ---------------------------------- | ------------------------- | ------------------------- |
| Num                                | Coureur                   | Pos                       |
| 21                                 | Hugh Carthy (GBR)         | AB-3                      |
| 22                                 | Richard Carapaz (ECU)     | AB-3                      |
| 23                                 | Harry Sweeny (AUS)        | AB-3                      |
| 24                                 | Marijn van den Berg (NED) | AB-3                      |
| 25                                 | Samuele Battistella (ITA) | AB-3                      |
| 26                                 | Madis Mihkels (EST)       | AB-3                      |
| Directeur sportif : Matti Breschel |                           |                           |

| Cofidis COF                         | Cofidis COF             | Cofidis COF |
| ----------------------------------- | ----------------------- | ----------- |
| Num                                 | Coureur                 | Pos         |
| 31                                  | Benjamin Thomas (FRA)   | NP-5        |
| 32                                  | Sam Maisonobe (FRA)     |             |
| 33                                  | Clément Izquierdo (FRA) |             |
| 34                                  | Oliver Knight (GBR)     |             |
| 35                                  | Anthony Perez (FRA)     |             |
| 36                                  | Dylan Teuns (BEL)       |             |
| 37                                  | Damien Touzé (FRA)      |             |
| Directeur sportif : Benjamin Giraud |                         |             |

| Alpecin-Deceuninck ADC               | Alpecin-Deceuninck ADC | Alpecin-Deceuninck ADC |
| ------------------------------------ | ---------------------- | ---------------------- |
| Num                                  | Coureur                | Pos                    |
| 41                                   | Jimmy Janssens (BEL)   | AB-3                   |
| 42                                   | Timo Kielich (BEL)     | AB-3                   |
| 43                                   | Stan Van Tricht (BEL)  | AB-3                   |
| 44                                   | Simon Dehairs (BEL)    | HD-5                   |
| 45                                   | Lennert Belmans (BEL)  | AB-3                   |
| 46                                   | Louis Kitzki (GER)     | AB-4                   |
| 47                                   | Juri Hollmann (GER)    |                        |
| Directeur sportif : Preben Van Hecke |                        |                        |

| Soudal Quick-Step SOQ              | Soudal Quick-Step SOQ  | Soudal Quick-Step SOQ |
| ---------------------------------- | ---------------------- | --------------------- |
| Num                                | Coureur                | Pos                   |
| 51                                 | Paul Magnier (FRA)     | AB-3                  |
| 52                                 | Yves Lampaert (BEL)    | AB-3                  |
| 53                                 | Mattia Cattaneo (ITA)  | AB-3                  |
| 54                                 | Josef Černý (CZE)      | AB-3                  |
| 55                                 | Martin Svrček (SVK)    | AB-3                  |
| 56                                 | Gil Gelders (BEL)      | AB-3                  |
| 57                                 | Dries Van Gestel (BEL) | AB-3                  |
| Directeur sportif : Klaas Lodewyck |                        |                       |

| Groupama-FDJ GFC                     | Groupama-FDJ GFC            | Groupama-FDJ GFC |
| ------------------------------------ | --------------------------- | ---------------- |
| Num                                  | Coureur                     | Pos              |
| 61                                   | Kevin Geniets (LUX) (route) |                  |
| 62                                   | Rémi Cavagna (FRA)          |                  |
| 63                                   | Olivier Le Gac (FRA)        |                  |
| 64                                   | Cyril Barthe (FRA)          |                  |
| 65                                   | Paul Penhoët (FRA)          |                  |
| 66                                   | Clément Russo (FRA)         |                  |
| 67                                   | Maxime Decomble (FRA)       |                  |
| Directeur sportif : Frédéric Guesdon |                             |                  |

| Ineos Grenadiers IGD              | Ineos Grenadiers IGD          | Ineos Grenadiers IGD |
| --------------------------------- | ----------------------------- | -------------------- |
| Num                               | Coureur                       | Pos                  |
| 71                                | Filippo Ganna (ITA) (chrono)  | AB-3                 |
| 72                                | Axel Laurance (FRA)           | AB-3                 |
| 73                                | Salvatore Puccio (ITA)        | AB-3                 |
| 74                                | Joshua Tarling (GBR) (chrono) | AB-3                 |
| 75                                | Artem Shmidt (USA)            | AB-3                 |
| 76                                | Ben Turner (GBR)              | AB-3                 |
| 77                                | Omar Fraile (ESP)             | AB-3                 |
| Directeur sportif : Imanol Erviti |                               |                      |

| Decathlon-AG2R La Mondiale DAT   | Decathlon-AG2R La Mondiale DAT | Decathlon-AG2R La Mondiale DAT |
| -------------------------------- | ------------------------------ | ------------------------------ |
| Num                              | Coureur                        | Pos                            |
| 81                               | Sam Bennett (IRL)              | AB-3                           |
| 82                               | Oscar Chamberlain (AUS)        | AB-3                           |
| 83                               | Dries De Bondt (BEL)           | AB-3                           |
| 84                               | Tord Gudmestad (NOR)           | AB-3                           |
| 85                               | Rasmus Søjberg (DEN)           | AB-3                           |
| 86                               | Gianluca Pollefliet (BEL)      | AB-3                           |
| 87                               | Nicolas Prodhomme (FRA)        | AB-3                           |
| Directeur sportif : Luke Roberts |                                |                                |

| Red Bull-Bora-Hansgrohe RBH           | Red Bull-Bora-Hansgrohe RBH | Red Bull-Bora-Hansgrohe RBH |
| ------------------------------------- | --------------------------- | --------------------------- |
| Num                                   | Coureur                     | Pos                         |
| 91                                    | Jan Tratnik (SLO)           | AB-3                        |
| 92                                    | Alexander Hajek (AUT)       | AB-3                        |
| 93                                    | Emil Herzog (GER)           | AB-3                        |
| 94                                    | Jonas Koch (GER)            | AB-3                        |
| 95                                    | Oier Lazkano (ESP)          | AB-3                        |
| 96                                    | Jordi Meeus (BEL)           | AB-3                        |
| 97                                    | Maxim Van Gils (BEL)        | AB-2                        |
| Directeur sportif : Heinrich Haussler |                             |                             |

| Lotto LOT                        | Lotto LOT                   | Lotto LOT |
| -------------------------------- | --------------------------- | --------- |
| Num                              | Coureur                     | Pos       |
| 101                              | Arnaud De Lie (BEL)         |           |
| 102                              | Jarrad Drizners (AUS)       | AB-3      |
| 103                              | Joshua Giddings (GBR)       | AB-3      |
| 104                              | Sébastien Grignard (BEL)    | AB-3      |
| 105                              | Lionel Taminiaux (BEL)      | AB-3      |
| 106                              | Baptiste Veistroffer (FRA)  |           |
| 107                              | Jonas Gregaard Wilsly (DEN) | AB-3      |
| Directeur sportif : Nikolas Maes |                             |           |

| Uno-X Mobility UXM                   | Uno-X Mobility UXM            | Uno-X Mobility UXM |
| ------------------------------------ | ----------------------------- | ------------------ |
| Num                                  | Coureur                       | Pos                |
| 111                                  | Magnus Cort Nielsen (DEN)     | AB-3               |
| 112                                  | Erik Nordsæter Resell (NOR)   | AB-3               |
| 113                                  | Anders Skaarseth (NOR)        | AB-3               |
| 114                                  | Rasmus Tiller (NOR)           | AB-3               |
| 115                                  | Søren Wærenskjold (NOR)       | AB-3               |
| 116                                  | Amund Grøndahl Jansen (NOR)   | AB-3               |
| 117                                  | Jonas Iversby Hvideberg (NOR) | AB-3               |
| Directeur sportif : Stig Kristiansen |                               |                    |

| Team TotalEnergies TEN               | Team TotalEnergies TEN    | Team TotalEnergies TEN |
| ------------------------------------ | ------------------------- | ---------------------- |
| Num                                  | Coureur                   | Pos                    |
| 121                                  | Pierre Latour (FRA)       |                        |
| 122                                  | Thomas Bonnet (FRA)       |                        |
| 123                                  | Alexys Brunel (FRA)       |                        |
| 124                                  | Alexandre Delettre (FRA)  |                        |
| 125                                  | Fabien Doubey (FRA)       |                        |
| 126                                  | Sandy Dujardin (FRA)      |                        |
| 127                                  | Valentin Retailleau (FRA) |                        |
| Directeur sportif : Benoît Génauzeau |                           |                        |

| Team Flanders-Baloise TFB          | Team Flanders-Baloise TFB | Team Flanders-Baloise TFB |
| ---------------------------------- | ------------------------- | ------------------------- |
| Num                                | Coureur                   | Pos                       |
| 131                                | Alex Colman (BEL)         |                           |
| 132                                | Jonas Geens (BEL)         | NP-2                      |
| 133                                | Elias Maris (BEL)         |                           |
| 134                                | Vincent Van Hemelen (BEL) |                           |
| 135                                | Dylan Vandenstorme (BEL)  |                           |
| 136                                | Ward Vanhoof (BEL)        | AB-5                      |
| 137                                | Victor Vercouillie (BEL)  |                           |
| Directeur sportif : Hans De Clercq |                           |                           |

| Unibet Tietema Rockets RKT | Unibet Tietema Rockets RKT | Unibet Tietema Rockets RKT |
| -------------------------- | -------------------------- | -------------------------- |
| Num                        | Coureur                    | Pos                        |
| 141                        | Adrien Maire (FRA)         | AB-3                       |
| 142                        | Andreas Stokbro (DEN)      | AB-3                       |
| 143                        | Axel Huens (FRA)           | AB-3                       |
| 144                        | Hartthijs de Vries (NED)   | AB-3                       |
| 145                        | Lukáš Kubiš (SVK)          | AB-3                       |
| 146                        | Killian Verschuren (FRA)   | AB-3                       |
| 147                        | Tomáš Kopecký (CZE)        | AB-3                       |

| Equipo Kern Pharma EKP | Equipo Kern Pharma EKP | Equipo Kern Pharma EKP |
| ---------------------- | ---------------------- | ---------------------- |
| Num                    | Coureur                | Pos                    |
| 151                    | Urko Berrade (ESP)     | NP-4                   |
| 152                    | Hugo Aznar (ESP)       | NP-4                   |
| 153                    | Marc Brustenga (ESP)   | NP-3                   |
| 154                    | Francisco Galván (ESP) | NP-4                   |
| 155                    | Unai Aznar (ESP)       | NP-4                   |
| 156                    | Pau Miquel (ESP)       | NP-4                   |
| 157                    | Mikel Retegi (ESP)     | NP-4                   |

| Wagner Bazin WB WB2                          | Wagner Bazin WB WB2       | Wagner Bazin WB WB2 |
| -------------------------------------------- | ------------------------- | ------------------- |
| Num                                          | Coureur                   | Pos                 |
| 161                                          | Sasha Weemaes (BEL)       | AB-4                |
| 162                                          | Jelle Vermoote (BEL)      |                     |
| 163                                          | Victor Papon (FRA)        | AB-4                |
| 164                                          | Jocelyn Baguelin (FRA)    | AB-4                |
| 165                                          | Giacomo Villa (ITA)       | HD-5                |
| 166                                          | Axandre Van Petegem (BEL) | NP-4                |
| 167                                          | Marco Tizza (ITA)         |                     |
| Directeur sportif : Jean-Denis Vandenbroucke |                           |                     |

| Van Rysel-Roubaix VRR            | Van Rysel-Roubaix VRR     | Van Rysel-Roubaix VRR |
| -------------------------------- | ------------------------- | --------------------- |
| Num                              | Coureur                   | Pos                   |
| 171                              | Baptiste Planckaert (BEL) |                       |
| 172                              | Valentin Tabellion (FRA)  | NP-5                  |
| 173                              | Kévin Avoine (FRA)        | NP-5                  |
| 174                              | Rémi Capron (FRA)         | AB-4                  |
| 175                              | Célestin Guillon (FRA)    |                       |
| 176                              | Maxime Jarnet (FRA)       |                       |
| 177                              | Killian Théot (FRA)       |                       |
| Directeur sportif : Arnaud Molmy |                           |                       |

| St. Michel-Preference Home-Auber 93 AUB | St. Michel-Preference Home-Auber 93 AUB | St. Michel-Preference Home-Auber 93 AUB |
| --------------------------------------- | --------------------------------------- | --------------------------------------- |
| Num                                     | Coureur                                 | Pos                                     |
| 181                                     | Alan Riou (FRA)                         | NP-5                                    |
| 182                                     | Nicolas Breuillard (FRA)                |                                         |
| 183                                     | Romain Cardis (FRA)                     |                                         |
| 184                                     | Thomas Champion (FRA)                   |                                         |
| 185                                     | Yohann Simon (FRA)                      | NP-5                                    |
| 186                                     | Théo Delacroix (FRA)                    |                                         |
| 187                                     | Jérémy Lecroq (FRA)                     |                                         |

| CIC U Nantes UCN                 | CIC U Nantes UCN        | CIC U Nantes UCN |
| -------------------------------- | ----------------------- | ---------------- |
| Num                              | Coureur                 | Pos              |
| 191                              | Ronan Augé (FRA)        |                  |
| 192                              | Joris Chaussinand (FRA) | AB-4             |
| 193                              | Corentin Devroute (FRA) |                  |
| 194                              | Justin Ducret (FRA)     |                  |
| 195                              | Maël Guégan (FRA)       | NP-5             |
| 196                              | Antoine Hue (FRA)       |                  |
| 196                              | Axel Mariault (FRA)     | NP-3             |
| Directeur sportif : Cédric Barre |                         |                  |

| Nice Métropole Côte d'Azur NMC      | Nice Métropole Côte d'Azur NMC | Nice Métropole Côte d'Azur NMC |
| ----------------------------------- | ------------------------------ | ------------------------------ |
| Num                                 | Coureur                        | Pos                            |
| 201                                 | Jaakko Hänninen (FIN)          |                                |
| 202                                 | Damien Girard (FRA)            |                                |
| 203                                 | Axel Narbonne-Zuccarelli (FRA) | HD-5                           |
| 204                                 | Noah Knecht (FRA)              | AB-3                           |
| 205                                 | Andrea Mifsud                  | NP-5                           |
| 206                                 | Alexander Konijn (NED)         |                                |
| 207                                 | Dylan Massa (FRA)              | HD-5                           |
| Directeur sportif : Frédéric Doutre |                                |                                |